# Élections législatives de 2024 en Charente-Maritime
Les élections législatives de 2024 en Charente-Maritime se déroulent les 30 juin et 7 juillet 2024. Dans le département, cinq députés sont à élire dans le cadre de cinq circonscriptions, à la suite de la dissolution de l'Assemblée nationale par Emmanuel Macron.
Le choix de cette dissolution est fait après la défaite de la liste Renaissance aux élections européennes qui ont lieu le 9 juin 2024.

## Contexte
| Circonscription | RN      | ENS     | PS - PP | LFI    | LR     |
| --------------- | ------- | ------- | ------- | ------ | ------ |
| Circonscription |         |         |         |        |        |
| 1re             | 21,15 % | 19,59 % | 20,67 % | 7,03 % | 7,55 % |
| 2e              | 31,32 % | 15,63 % | 16,12 % | 5,9 %  | 6,53 % |
| 3e              | 35,69 % | 14,34 % | 14,22 % | 5,3 %  | 6,21 % |
| 4e              | 38,94 % | 15,33 % | 11,57 % | 3,87 % | 6,57 % |
| 5e              | 38,53 % | 15,69 % | 12,54 % | 3,82 % | 6,89 % |

## Système électoral
Les élections législatives ont lieu au scrutin uninominal majoritaire à deux tours dans des circonscriptions uninominales.
Est élu au premier tour le candidat qui réunit la majorité absolue des suffrages exprimés et un nombre de voix au moins égal au quart des électeurs inscrits dans la circonscription, soit 25 %. Si aucun des candidats ne satisfait ces conditions, un second tour est organisé entre les candidats ayant réuni un nombre de voix au moins égal à un huitième des inscrits, soit 12,5 %. Les deux candidats arrivés en tête du 1er tour se maintiennent néanmoins par défaut si un seul ou aucun d'entre eux n'a atteint ce seuil. Au second tour, le candidat arrivé en tête est déclaré élu,.
Le seuil de qualification basé sur un pourcentage du total des inscrits et non des suffrages exprimés rend plus difficile l'accès au second tour lorsque l'abstention est élevée. Le système permet en revanche l'accès au second tour de plus de deux candidats si plusieurs d'entre eux franchissent le seuil de 12,5 % des inscrits. Les candidats en lice au second tour peuvent ainsi être trois, un cas de figure appelé « triangulaire ». Les second tours où s'affrontent quatre candidats, appelés « quadrangulaire » sont également possibles, mais beaucoup plus rares,.

### Partis et nuances
Les résultats des élections sont publiés en France par le ministère de l'Intérieur, qui classe les partis en leur attribuant des nuances politiques. Ces dernières sont décidées par les préfets, qui les attribuent indifféremment de l'étiquette politique déclarée par les candidats, qui peut être celle d'un parti ou une candidature sans étiquette.
Seuls le Parti communiste français (COM), La France insoumise (FI), le Parti socialiste (SOC), le Parti radical de gauche (RDG), Les Écologistes (VEC), Renaissance (RE), le Mouvement démocrate (MDM), Horizons (HOR), l'Union des démocrates et indépendants (UDI), Les Républicains (LR), le Rassemblement national (RN) et Reconquête (REC) se voient attribuer en 2024 des nuances propres. Les coalitions Ensemble et Nouveau front populaire, ainsi que les candidats de l'alliance LR-Ciotti-RN, en bénéficient également indirectement, les nuances Ensemble ! (Majorité présidentielle) (ENS), Union de la gauche (UG) et Union de l'extrême-droite (UXD) étant attribuables aux candidats bénéficiant respectivement du soutien de deux partis du centre, de deux partis de gauche ou de deux partis d'extrême-droite,.
Tous les autres partis se voient attribuer l'une ou l'autre des nuances suivantes : EXG (extrême gauche), DVG (divers gauche), ECO (écologiste), REG (régionaliste), DVC (divers centre), DVD (divers droite), DSV (droite souverainiste) et EXD (extrême droite). Des partis comme Debout la France ou Lutte ouvrière ne disposent ainsi pas de nuances propres, et leurs résultats nationaux ne sont pas publiés séparément par le ministère, car mélangés avec d'autres partis (respectivement dans les nuances DSV et EXG).

## Résultats

### Élus
| Circonscription | Député sortant        | Parti ou nuance | Parti ou nuance | Groupe | Député élu ou réélu | Parti ou nuance | Parti ou nuance | Groupe |
| --------------- | --------------------- | --------------- | --------------- | ------ | ------------------- | --------------- | --------------- | ------ |
| 1re             | Olivier Falorni       |                 | DVG             | DEM    | Olivier Falorni     |                 | DVG             | DEM    |
| 2e              | Anne-Laure Babault    |                 | MoDem           | DEM    | Benoît Biteau       |                 | LÉ              | ÉCO    |
| 3e              | Jean-Philippe Ardouin |                 | RE              | RE     | Fabrice Barusseau   |                 | PS              | SOC    |
| 4e              | Raphaël Gérard        |                 | RE              | RE     | Pascal Markowsky    |                 | RN              | RN     |
| 5e              | Christophe Plassard   |                 | HOR             | HOR    | Christophe Plassard |                 | HOR             | HOR    |

### Taux de participation
| Taux de participation | 1er tour | 1er tour | 1er tour   | 2d tour | 2d tour | 2d tour    | Différence entre les deux tours |
| Taux de participation | En 2022  | En 2024  | Différence | En 2022 | En 2024 | Différence | Différence entre les deux tours |
| --------------------- | -------- | -------- | ---------- | ------- | ------- | ---------- | ------------------------------- |
| À midi                | 18,41 %  | 26,11 %  | 7,7        | 18,67 % | 25,63 % | 6,96       | 0,48                            |
| À 17 heures           | 38,69 %  | 58,79 %  | 20,1       | 38,85 % | 58,55 % | 19,7       | 0,24                            |
| Final                 | 50,18 %  | 69,76 %  | 19,58      | 48,95 % | 69,60%  | 20,65      | 0,16                            |

### Résultats à l'échelle du département

#### Résultats par coalition
| Parti                                       | Parti                                       | Parti                              | Premier tour | Premier tour | Premier tour | Second tour   | Second tour   | Second tour | Total Sièges  | +/-           |
| Parti                                       | Parti                                       | Parti                              | Voix         | %            | Sièges       | Voix          | %             | Sièges      | Total Sièges  | +/-           |
| ------------------------------------------- | ------------------------------------------- | ---------------------------------- | ------------ | ------------ | ------------ | ------------- | ------------- | ----------- | ------------- | ------------- |
|                                             | Rassemblement national (RN)                 | Rassemblement national (RN)        | 131 705      | 37,00        | 0            | 148 544       | 43,63         | 1           | 1             | 1             |
|                                             |                                             | Sans étiquette                     | 34 824       | 9,78         | 0            | 54 353        | 15,96         | 1           | 1             | Nv            |
|                                             | Renaissance (RE)                            | 33 161                             | 9,32         | 0            | 30 447       | 8,94          | 0             | 0           | 2             |               |
|                                             | Horizons (HOR)                              | 27 124                             | 7,62         | 0            | 42 725       | 12,55         | 1             | 1           | en stagnation |               |
|                                             | Mouvement démocrate (MoDem)                 | 19 773                             | 5,55         | 0            | Retrait      | Retrait       | Retrait       | 0           | 1             |               |
| Total Ensemble pour la République (ENS)     | Total Ensemble pour la République (ENS)     | 114 882                            | 32,27        | 0            | 127 525      | 37,45         | 2             | 2           | 2             |               |
|                                             |                                             | Les Écologistes (LÉ)               | 43 645       | 12,26        | 0            | 37 985        | 11,16         | 1           | 1             | 1             |
|                                             | Parti socialiste (PS)                       | 33 981                             | 9,55         | 0            | 26 441       | 7,77          | 1             | 1           | 1             |               |
|                                             | La France insoumise (LFI)                   | 10 972                             | 3,08         | 0            |              |               |               | 0           | en stagnation |               |
| Total Nouveau Front populaire (NFP)         | Total Nouveau Front populaire (NFP)         | 88 598                             | 24,89        | 0            | 64 426       | 18,92         | 2             | 2           | 2             |               |
|                                             |                                             | Les Républicains (LR)              | 14 902       | 4,19         | 0            |               |               |             | 0             | en stagnation |
| Total Union de la droite et du centre (UDC) | Total Union de la droite et du centre (UDC) | 14 902                             | 4,19         | 0            | 0            | en stagnation |               |             |               |               |
|                                             | Lutte ouvrière (LO)                         | Lutte ouvrière (LO)                | 4 133        | 1,16         | 0            | 0             | en stagnation |             |               |               |
|                                             | Reconquête (REC)                            | Reconquête (REC)                   | 975          | 0,27         | 0            | 0             | en stagnation |             |               |               |
|                                             | Dissidents Nouveau Front populaire          | Dissidents Nouveau Front populaire | 587          | 0,16         | 0            | 0             | en stagnation |             |               |               |
|                                             |                                             | Union démocratique bretonne (UDB)  | 0            | 0,00         | 0            | 0             | Nv            |             |               |               |
| Total Régions et peuples solidaires (R&PS)  | Total Régions et peuples solidaires (R&PS)  | 0                                  | 0,00         | 0            | 0            | Nv            |               |             |               |               |
|                                             | Sans étiquette (SE)                         | Sans étiquette (SE)                | 172          | 0,05         | 0            | 0             | en stagnation |             |               |               |
|                                             |                                             |                                    |              |              |              |               |               |             |               |               |
| Suffrages exprimés                          | Suffrages exprimés                          | Suffrages exprimés                 | 355 954      | 97,36        |              | 340 495       | 93,33         |             |               |               |
| Votes blancs                                | Votes blancs                                | Votes blancs                       | 6 717        | 1,84         | 17 998       | 4,93          |               |             |               |               |
| Votes nuls                                  | Votes nuls                                  | Votes nuls                         | 2 936        | 0,80         | 6 330        | 1,74          |               |             |               |               |
| Total                                       | Total                                       | Total                              | 365 607      | 100          | 0            | 364 823       | 100           | 5           | 5             | en stagnation |
| Abstention                                  | Abstention                                  | Abstention                         | 158 471      | 30,24        |              | 159 324       | 30,40         |             |               |               |
| Inscrits/Participation                      | Inscrits/Participation                      | Inscrits/Participation             | 524 078      | 69,76        | 524 147      | 69,60         |               |             |               |               |

#### Résultats par nuance
| Nuance                 | Nuance                 | Nuance                 | Premier tour | Premier tour | Premier tour | Second tour | Second tour   | Second tour | Total Sièges | +/-           |  |
| Nuance                 | Nuance                 | Nuance                 | Voix         | %            | Sièges       | Voix        | %             | Sièges      | Total Sièges | +/-           |  |
| ---------------------- | ---------------------- | ---------------------- | ------------ | ------------ | ------------ | ----------- | ------------- | ----------- | ------------ | ------------- |  |
|                        | Rassemblement national | RN                     | 131 705      | 37,00        | 0            | 148 544     | 43,63         | 1           | 1            | 1             |  |
|                        | Union de la gauche     | UG                     | 88 598       | 24,89        | 0            | 64 426      | 18,92         | 2           | 2            | 2             |  |
|                        | Ensemble               | ENS                    | 52 934       | 14,87        | 0            | 30 447      | 8,94          | 0           | 0            | 4             |  |
|                        | Divers gauche          | DVG                    | 35 413       | 9,95         | 0            | 54 353      | 15,96         | 1           | 1            | en stagnation |  |
|                        | Horizons               | HOR                    | 27 124       | 7,62         | 0            | 42 725      | 12,55         | 1           | 1            | Nv            |  |
|                        | Les Républicains       | LR                     | 14 902       | 4,19         | 0            |             |               |             | 0            | en stagnation |  |
|                        | Extrême gauche         | EXG                    | 4 133        | 1,16         | 0            | 0           | en stagnation |             |              |               |  |
|                        | Reconquête             | REC                    | 975          | 0,27         | 0            | 0           | en stagnation |             |              |               |  |
|                        | Divers                 | DIV                    | 170          | 0,05         | 0            | 0           | en stagnation |             |              |               |  |
|                        | Régionaliste           | REG                    | 0            | 0,00         | 0            | 0           | Nv            |             |              |               |  |
|                        |                        |                        |              |              |              |             |               |             |              |               |  |
| Suffrages exprimés     | Suffrages exprimés     | Suffrages exprimés     | 355 954      | 97,36        |              | 340 495     | 93,33         |             |              |               |  |
| Votes blancs           | Votes blancs           | Votes blancs           | 6 717        | 1,84         | 17 998       | 4,93        |               |             |              |               |  |
| Votes nuls             | Votes nuls             | Votes nuls             | 2 936        | 0,80         | 6 330        | 1,74        |               |             |              |               |  |
| Total                  | Total                  | Total                  | 365 607      | 100          | 0            | 364 823     | 100           | 5           | 5            | en stagnation |  |
| Abstention             | Abstention             | Abstention             | 158 471      | 30,24        |              | 159 324     | 30,40         |             |              |               |  |
| Inscrits/Participation | Inscrits/Participation | Inscrits/Participation | 524 078      | 69,76        | 524 147      | 69,60       |               |             |              |               |  |

### Résultats par circonscription

#### Première circonscription
Député sortant : Olivier Falorni (Sans étiquette)
| Candidat                 | Candidat                 | Parti et coalition       | Nuance                   | Premier tour | Premier tour | Second tour | Second tour |
| Candidat                 | Candidat                 | Parti et coalition       | Nuance                   | Voix         | %            | Voix        | %           |
| ------------------------ | ------------------------ | ------------------------ | ------------------------ | ------------ | ------------ | ----------- | ----------- |
|                          | Olivier Falorni,         | SE (ENS)                 | DVG                      | 34 824       | 45,64        | 54 353      | 74,71       |
|                          | Jean-Marc Soubeste       | LÉ (NFP)                 | UG                       | 22 618       | 29,64        | Retrait     | Retrait     |
|                          | Emma Chauveau,           | RN                       | RN                       | 17 278       | 22,65        | 18 396      | 25,29       |
|                          | Nicolas François         | REC                      | REC                      | 975          | 1,28         |             |             |
|                          | Antoine Colin            | LO                       | EXG                      | 430          | 0,56         |             |             |
|                          | Philippe Père            | SE                       | DIV                      | 170          | 0,22         |             |             |
|                          | Yasmina Samri            | SE                       | DVG                      | 2            | 0,00         |             |             |
|                          | Françoise Ramel          | UDB (R&PS)               | REG                      | 0            | 0,00         |             |             |
|                          |                          |                          |                          |              |              |             |             |
| Votes valides            | Votes valides            | Votes valides            | Votes valides            | 76 297       | 98,15        | 72 749      | 95,80       |
| Votes blancs             | Votes blancs             | Votes blancs             | Votes blancs             | 1 055        | 1,36         | 2 338       | 3,08        |
| Votes nuls               | Votes nuls               | Votes nuls               | Votes nuls               | 383          | 0,49         | 855         | 1,13        |
| Total                    | Total                    | Total                    | Total                    | 77 735       | 100          | 75 942      | 100         |
| Abstention               | Abstention               | Abstention               | Abstention               | 34 147       | 30,52        | 35 949      | 32,13       |
| Inscrits / participation | Inscrits / participation | Inscrits / participation | Inscrits / participation | 111 882      | 69,48        | 111 891     | 67,87       |

La première circonscription, composée de La Rochelle, quelques communes limitrophes et l'île de Ré, est un bastion du centre gauche. Le député-maire socialiste Maxime Bono a détenu ce siège 13 ans avant l'élection de 2012, où le socialiste dissident Olivier Falorni défait la figure nationale de son parti qu'est Ségolène Royal. Il réélu en 2017 et en 2022, à cette dernière occasion avec presque deux tiers des voix au 2d tour face à l'écologiste Jean-Marc Soubeste. Il rejoint le groupe parlementaire du MoDem et, de fait, la majorité présidentielle, après l'élection de 2022. Sous cette allégeance, il est à nouveau réélu en 2024 face au Rassemblement national, avec près de trois quarts des voix au 2d tour et un résultat en nombre de voix inégalé dans l'histoire de la circonscription.

#### Deuxième circonscription
Députée sortante : Anne-Laure Babault (Mouvement démocrate)
| Candidat                 | Candidat                 | Parti et coalition       | Nuance                   | Premier tour | Premier tour | Second tour | Second tour |
| Candidat                 | Candidat                 | Parti et coalition       | Nuance                   | Voix         | %            | Voix        | %           |
| ------------------------ | ------------------------ | ------------------------ | ------------------------ | ------------ | ------------ | ----------- | ----------- |
|                          | Karen Bertholom,         | RN                       | RN                       | 26 862       | 34,41        | 33 155      | 46,61       |
|                          | Benoît Biteau            | LÉ (NFP)                 | UG                       | 21 027       | 26,94        | 37 985      | 53,39       |
|                          | Anne-Laure Babault,      | MoDem (ENS)              | ENS                      | 19 773       | 25,33        | Retrait     | Retrait     |
|                          | Hervé Blanché            | LR (UDC)                 | LR                       | 9 651        | 12,36        |             |             |
|                          | Frédéric Castello        | LO                       | EXG                      | 749          | 0,96         |             |             |
|                          |                          |                          |                          |              |              |             |             |
| Votes valides            | Votes valides            | Votes valides            | Votes valides            | 78 062       | 97,56        | 71 140      | 89,25       |
| Votes blancs             | Votes blancs             | Votes blancs             | Votes blancs             | 1 379        | 1,72         | 6 581       | 8,26        |
| Votes nuls               | Votes nuls               | Votes nuls               | Votes nuls               | 577          | 0,72         | 1 989       | 2,50        |
| Total                    | Total                    | Total                    | Total                    | 80 018       | 100          | 79 710      | 100         |
| Abstention               | Abstention               | Abstention               | Abstention               | 33 612       | 29,58        | 33 938      | 29,86       |
| Inscrits / participation | Inscrits / participation | Inscrits / participation | Inscrits / participation | 113 630      | 70,42        | 113 648     | 70,14       |

Organisée autour de Rochefort, la deuxième circonscription a été détenue par la droite et le centre droit de 1958 à 1997. Depuis lors, la circonscription s’est toujours placée du côté de la majorité parlementaire. Ainsi, depuis 1997, aucun député n'a jamais été réélu hormis Jean-Louis Léonard, maire UMP de Châtelaillon-Plage, élu en 2002 et réélu de justesse en 2007. La socialiste Suzanne Tallard, maire d'Aytré, le défait en 2012, puis ne se représente pas en 2017. La macroniste Frédérique Tuffnell est alors élue puis, de même que pour sa prédécesseure, ne se représente pas en 2022. Anne-Laure Babault du MoDem gagne le siège cette année-là, avec moins de 52 % des voix au 2d tour face à la gauche. 
En 2024, elle arrive troisième, pas loin derrière le candidat du Nouveau Front populaire Benoît Biteau. La candidate du Rassemblement national (RN), Karen Bertholom, est en tête. Anne-Laure Babault se retire et Benoît Biteau l'emporte. Il parvient à réunir plus de 58 % des voix au 2d tour à Rochefort et l'emporte dans plusieurs des communes les plus importantes du secteur, dont Aytré, Châtelaillon-Plage et Surgères. Le RN l'emporte cependant à Marans.

#### Troisième circonscription
Député sortant : Jean-Philippe Ardouin (Renaissance)
| Candidat                 | Candidat                 | Parti et coalition       | Nuance                   | Premier tour | Premier tour | Second tour | Second tour |
| Candidat                 | Candidat                 | Parti et coalition       | Nuance                   | Voix         | %            | Voix        | %           |
| ------------------------ | ------------------------ | ------------------------ | ------------------------ | ------------ | ------------ | ----------- | ----------- |
|                          | Stéphane Morin,          | RN                       | RN                       | 22 759       | 40,85        | 26 378      | 49,94       |
|                          | Fabrice Barusseau,       | PS (NFP)                 | UG                       | 15 637       | 28,07        | 26 441      | 50,06       |
|                          | Jean-Philippe Ardouin,   | RE (ENS)                 | ENS                      | 15 536       | 27,88        | Retrait     | Retrait     |
|                          | Anne-Catherine Godde     | LO                       | EXG                      | 1 196        | 2,15         |             |             |
|                          | Gérald Dahan-Berthelot   | LFI diss.                | DVG                      | 587          | 1,05         |             |             |
|                          |                          |                          |                          |              |              |             |             |
| Votes valides            | Votes valides            | Votes valides            | Votes valides            | 55 715       | 96,54        | 52 819      | 91,12       |
| Votes blancs             | Votes blancs             | Votes blancs             | Votes blancs             | 1 304        | 2,26         | 3 742       | 6,46        |
| Votes nuls               | Votes nuls               | Votes nuls               | Votes nuls               | 690          | 1,20         | 1 403       | 2,42        |
| Total                    | Total                    | Total                    | Total                    | 57 709       | 100          | 57 964      | 100         |
| Abstention               | Abstention               | Abstention               | Abstention               | 26 017       | 31,07        | 25 773      | 30,78       |
| Inscrits / participation | Inscrits / participation | Inscrits / participation | Inscrits / participation | 83 726       | 68,93        | 83 737      | 69,22       |

La troisième circonscription, centrée sur Saintes, connaît une élection très serrée. De 2007 à 2017, elle est tenue par la socialiste Catherine Quéré. Lui succède ensuite le marcheur Jean-Philippe Ardouin, réélu de peu face au Rassemblement national (RN) en 2022, avec un peu plus de 51 % des voix au 2d tour. À cette élection, les voix de gauche sont divisées entre le comédien insoumis Gérald Dahan, candidat de la NUPES, et le socialiste dissident Fabrice Barusseau. En 2024, les situations sont inversées puisque Barusseau est investi par le Nouveau Front populaire et Gérald Dahan est dissident. Au 1er tour, Barusseau obtient une centaine de voix de plus que le sortant, tandis que le RN caracole en tête. Jean-Philippe Ardouin se retire et Fabrice Barusseau l'emporte au 2d tour à seulement 63 voix près, bénéficiant de près de 62 % des voix à Saintes et de plus de 56 % à Saint-Jean-d'Angély.

#### Quatrième circonscription
Député sortant : Raphaël Gérard (Renaissance)
| Candidat,                | Candidat,                | Parti et coalition       | Nuance                   | Premier tour | Premier tour | Second tour | Second tour |
| Candidat,                | Candidat,                | Parti et coalition       | Nuance                   | Voix         | %            | Voix        | %           |
| ------------------------ | ------------------------ | ------------------------ | ------------------------ | ------------ | ------------ | ----------- | ----------- |
|                          | Pascal Markowsky,        | RN                       | RN                       | 28 510       | 45,21        | 31 356      | 50,74       |
|                          | Raphaël Gérard           | RE (ENS)                 | ENS                      | 17 625       | 27,95        | 30 447      | 49,26       |
|                          | Danièle Desselles        | LFI (NFP)                | UG                       | 10 972       | 17,40        |             |             |
|                          | Céline Drouillard        | LR (UDC)                 | LR                       | 5 251        | 8,33         |             |             |
|                          | Olivier Tripelon         | LO                       | EXG                      | 707          | 1,12         |             |             |
|                          |                          |                          |                          |              |              |             |             |
| Votes valides            | Votes valides            | Votes valides            | Votes valides            | 63 065       | 96,96        | 61 803      | 94,59       |
| Votes blancs             | Votes blancs             | Votes blancs             | Votes blancs             | 1 370        | 2,11         | 2 579       | 3,95        |
| Votes nuls               | Votes nuls               | Votes nuls               | Votes nuls               | 610          | 0,94         | 955         | 1,46        |
| Total                    | Total                    | Total                    | Total                    | 65 045       | 100          | 65 337      | 100         |
| Abstention               | Abstention               | Abstention               | Abstention               | 29 499       | 31,20        | 29 217      | 30,90       |
| Inscrits / participation | Inscrits / participation | Inscrits / participation | Inscrits / participation | 94 544       | 68,80        | 94 554      | 69,10       |

Longtemps fief du ministre de droite Dominique Bussereau (député entre 1993 et 2017), la quatrième circonscription est la plus méridionale du département. En 2017 il se met en retrait et le marcheur Raphaël Gérard lui succède. En 2017 comme en 2022, d’abord contre Les Républicains puis le Rassemblement national (RN), le député connaît des élections serrées (avec des scores de l'ordre de 51 % au 2d tour). En 2024, il fait face au même candidat RN qu'en 2022, Pascal Markowsky. Au cours d'une élection à nouveau serrée, le candidat d’extrême droite prend sa revanche : 107 des 164 communes font confiance au nouveau député en lui donnant la majorité des voix ; 55 font le choix opposé, dont les centres de population, Pons, Jonzac et la partie de Royan dans la circonscription ; enfin, 2 villages placent les candidats ex æquo.

#### Cinquième circonscription
Député sortant : Christophe Plassard (Horizons)
| Candidat                 | Candidat                 | Parti et coalition       | Nuance                   | Premier tour | Premier tour | Second tour | Second tour |
| Candidat                 | Candidat                 | Parti et coalition       | Nuance                   | Voix         | %            | Voix        | %           |
| ------------------------ | ------------------------ | ------------------------ | ------------------------ | ------------ | ------------ | ----------- | ----------- |
|                          | Aymeric Mongelous,       | RN                       | RN                       | 36 296       | 43,83        | 39 259      | 47,89       |
|                          | Christophe Plassard      | HOR (ENS)                | HOR                      | 27 124       | 32,75        | 42 725      | 52,11       |
|                          | Anne Brachet,            | PS (NFP)                 | UG                       | 18 344       | 22,15        | Retrait     | Retrait     |
|                          | Danièle Cassette         | LO                       | EXG                      | 1 051        | 1,27         |             |             |
|                          |                          |                          |                          |              |              |             |             |
| Votes valides            | Votes valides            | Votes valides            | Votes valides            | 82 815       | 97,31        | 81 984      | 95,47       |
| Votes blancs             | Votes blancs             | Votes blancs             | Votes blancs             | 1 609        | 1,89         | 2 758       | 3,21        |
| Votes nuls               | Votes nuls               | Votes nuls               | Votes nuls               | 676          | 0,79         | 1 128       | 1,31        |
| Total                    | Total                    | Total                    | Total                    | 85 100       | 100          | 85 870      | 100         |
| Abstention               | Abstention               | Abstention               | Abstention               | 35 196       | 29,26        | 34 447      | 28,63       |
| Inscrits / participation | Inscrits / participation | Inscrits / participation | Inscrits / participation | 120 296      | 70,74        | 120 317     | 71,37       |

La cinquième circonscription est un bastion de la droite, n’ayant jamais élu un député de gauche. S’étendant de l'ouest de Royan à l'île d'Oléron, elle n'a connu que quatre députés depuis 1958 dont Jean de Lipkowski de 1962 à 1997, puis Didier Quentin de 1997 à 2022. Pour sa sixième élection en 2022, ce dernier est battu dès le 1er tour. C'est l'ex-UMP, dorénavant Horizons, Christophe Plassard qui l'emporte sur le Rassemblement national (RN) avec un peu moins de 52 % des voix au 2d tour. Il l'emporte par une marge un peu plus élevée en 2024, toujours face au RN, notamment grâce au retrait de la candidate socialiste dans l'entre-deux-tours.